# Lythrum thesioides
Lythrum thesioides är en fackelblomsväxtart som beskrevs av Friedrich August Marschall von Bieberstein. Lythrum thesioides ingår i släktet fackelblomstersläktet, och familjen fackelblomsväxter. Inga underarter finns listade i Catalogue of Life.